# Улица Яунрозес
Улица Я́унрозес (латыш. Jaunrozes iela) — улица в Латгальском предместье города Риги, в историческом районе Дарзциемс. Начинается от улицы Пиедруяс (соединена пешеходной дорожкой, выезда не имеет); пролегает в северном направлении, пересекает улицу Виеталвас и заканчивается перекрёстком с улицей Зелтиню. С другими улицами не пересекается.
Общая длина улицы составляет 425 метров. Тупиковый 145-метровый участок от начала улицы до перекрёстка с улицей Виеталвас покрыт гравием; дальнейшая часть улицы асфальтирована. Разрешено двустороннее движение. Общественный транспорт по улице не курсирует.

## История
Улица Яунрозес ведёт свою историю от ныне не существующей улицы Аулеяс, известной с 1932 года. Первоначально улица Аулеяс была проложена лишь от улицы Кайбалас до улицы Виеталвас, однако в 1934 году была продлена до улицы Стопиню, а 6 октября 1936 года этот новообразованный участок получил самостоятельное наименование — улица Яунрозес. Оно происходит от названия бывшего волостного центра Яунрозе в Валкском уезде (ныне этот населённый пункт находится в черте города Апе, а волость носит название Апская волость).
28 апреля 1965 года, в результате реконструкции района, основная часть улицы Аулеяс вошла в состав территории 7-го автобусного парка, а небольшой сохранившийся участок был присоединён к улице Яунрозес, после чего улица Аулеяс была исключена из списка городских улиц.
Улица Яунрозес застроена многоквартирными жилыми домами разного времени постройки. Переименований улицы не было.